# Tour der australischen Rugby-Union-Nationalmannschaft nach Argentinien 1987
| Tour der Wallabies nach Argentinien 1987 | Tour der Wallabies nach Argentinien 1987 | Tour der Wallabies nach Argentinien 1987 | Tour der Wallabies nach Argentinien 1987 | Tour der Wallabies nach Argentinien 1987 |
| Übersicht                                | S                                        | G                                        | U                                        | N                                        |
| ---------------------------------------- | ---------------------------------------- | ---------------------------------------- | ---------------------------------------- | ---------------------------------------- |
| Test Matches                             | 2                                        | 0                                        | 1                                        | 1                                        |
| Sonstige Spiele                          | 7                                        | 6                                        | 1                                        | 0                                        |
| Gesamt                                   | 9                                        | 6                                        | 2                                        | 1                                        |
|                                          |                                          |                                          |                                          |                                          |
| Argentinien                              | 2                                        | 0                                        | 1                                        | 1                                        |

Die Tour der australischen Rugby-Union-Nationalmannschaft nach Argentinien 1987 umfasste eine Reihe von Freundschaftsspielen der Wallabies, der Nationalmannschaft Australiens in der Sportart Rugby Union. Das Team reiste im Oktober und November 1987 durch Argentinien (ein Spiel fand in Asunción, Paraguay statt). Während dieser Zeit bestritt es neun Spiele. Darunter waren zwei Test Matches gegen die Pumas, die mit je einer Niederlagen und einem Unentschieden endeten. In den übrigen Spielen gegen Auswahlteams blieben die Australier unbesiegt.

## Spielplan
- Hintergrundfarbe grün = Sieg
- Hintergrundfarbe gelb = Unentschieden
- Hintergrundfarbe rot = Niederlage

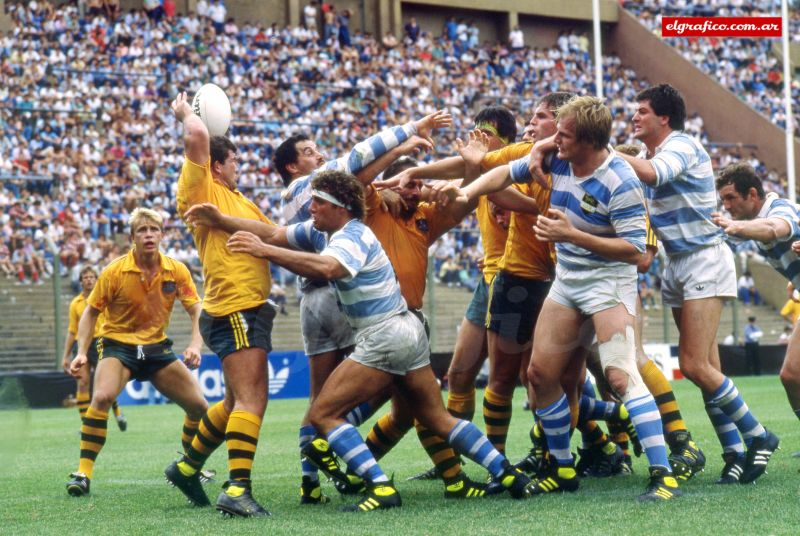
Spielszene im zweiten Test Match zwischen Australien und Argentinien

(Test Matches sind grau unterlegt; Ergebnisse aus der Sicht Australiens)
| # | Datum             | Gegner                     | Ort          | Stadion                        | Ergebnis |
| - | ----------------- | -------------------------- | ------------ | ------------------------------ | -------- |
| 1 | 10. Oktober 1987  | San Isidro Club            | Buenos Aires | Estadio José Amalfitani        | 22:22    |
| 2 | 14. Oktober 1987  | Provincias Argentinas      | Cipolletti   | Marabunta RC                   | 47:0     |
| 3 | 17. Oktober 1987  | Unión de Rugby de Cuyo     | Mendoza      | Estadio Malvinas Argentinas    | 40:3     |
| 4 | 20. Oktober 1987  | Unión Santafesina de Rugby | Santa Fe     | Estadio B. G. Estanislao López | 37:18    |
| 5 | 24. Oktober 1987  | Invitación XV              | Buenos Aires | Estadio José Amalfitani        | 36:15    |
| 6 | 27. Oktober 1987  | Selección XV               | Asunción     |                                | 45:9     |
| 7 | 31. Oktober 1987  | Argentinien                | Buenos Aires | Estadio José Amalfitani        | 19:19    |
| 8 | 03. November 1987 | Unión de Rugby de Rosario  | Rosario      |                                | 35:15    |
| 9 | 07. November 1987 | Argentinien                | Buenos Aires | Estadio José Amalfitani        | 19:27    |

## Test Matches
| 31. Oktober 1987 | Argentinien                                                    | 19 : 19       | Australien                                                                  | Estadio José Amalfitani, Buenos Aires Zuschauer: 30.000 Schiedsrichter: Keith Lawrence (Neuseeland) |
| 31. Oktober 1987 | Versuche: Cuesta Silva Straftritte: Porta (4) Dropgoals: Porta | (6:9) Bericht | Versuche: Cutler Lynagh Williams Erhöhungen: Lynagh (2) Straftritte: Lynagh | Estadio José Amalfitani, Buenos Aires Zuschauer: 30.000 Schiedsrichter: Keith Lawrence (Neuseeland) |

Aufstellungen:
- Argentinien: Jorge Allen, Eliseo Branca, Diego Cash, Andrés Courreges, Diego Cuesta Silva, Serafín Dengra, Pablo Garretón, Alejandro Iachetti, Marcelo Loffreda, Rafael Madero, Cristian Mendy, Gustavo Milano, Hugo Porta , Alfredo Soares Gache, Fabián Turnes
- Australien: Matthew Burke, Steve Cutler, Damien Frawley, Mark Hartill, Steve James, Thomas Lawton, Andrew Leeds, Steve Lidbury, Michael Lynagh, Jeffrey Miller, Brett Papworth, Simon Poidevin , Enrique Rodríguez, Brian Smith, Ian Williams 
 Auswechselspieler: Steve Tuynman

| 7. November 1987 | Argentinien                                                                   | 27 : 19        | Australien                                                        | Estadio José Amalfitani, Buenos Aires Zuschauer: 45.000 Schiedsrichter: Keith Lawrence (Neuseeland) |
| 7. November 1987 | Versuche: Mendy Erhöhungen: Porta Straftritte: Porta (5) Dropgoals: Porta (2) | (3:13) Bericht | Versuche: Williams (2) Erhöhungen: Lynagh Straftritte: Lynagh (3) | Estadio José Amalfitani, Buenos Aires Zuschauer: 45.000 Schiedsrichter: Keith Lawrence (Neuseeland) |

Aufstellungen:
- Argentinien: Jorge Allen, Eliseo Branca, Diego Cash, Andrés Courreges, Diego Cuesta Silva, Serafín Dengra, Pablo Garretón, Alejandro Iachetti, Marcelo Loffreda, Rafael Madero, Gustavo Milano, Hugo Porta , Alejandro Scolni, Alfredo Soares Gache, Fabián Turnes 
 Auswechselspieler: Juan José Angelillo, Cristian Mendy
- Australien: Matthew Burke, Steve Cutler, Nick Farr-Jones, Damien Frawley, Julian Gardner, Steve James, Thomas Lawton, Andrew Leeds, Michael Lynagh, Andy McIntyre, Jeffrey Miller, Brett Papworth, Enrique Rodríguez, Steve Tuynman, Ian Williams